# Fred Trump
Frederick Christ "Fred" Trump (11 tháng 10 năm 1905 – 25 tháng 6 năm 1999) là một nhà bất động sản, nhà từ thiện người Mỹ gốc Đức và là cha của Tổng thống Hoa Kỳ thứ 45 Donald Trump. Ông cũng có một cô con gái tên là Maryanne đã trở thành một luật sư và được bổ nhiệm làm thẩm phán của Tòa án Phúc thẩm Hoa Kỳ.

## Đầu đời và sự nghiệp
Frederick Christ Trump được sinh ra ở the Bronx vào ngày 11 tháng 10 năm 1905. Ông là người con thứ 2 trong số 3 người con của những người nhập cư người Đức thuộc giáo hội Luther Frederick và Elizabeth Christ Trump. Ông có một chị gái, Elizabeth Trump Walters (1904 - 1961) và một em trai, John G. Trump (1907-1985). Trump được thụ thai ở Bayern, nơi cha mẹ ông đã cố gắng không thành công để tái lập nơi cư trú, trở về New York khi SS Pennsylvania vào ngày 1 tháng 7 năm 1905. Ngay sau khi ông Trump chào đời, gia đình chuyển đến Woodhaven, Queens. Khi Trump 12 tuổi, cha anh qua đời trong đại dịch cúm năm 1918. Từ năm 1918 đến 1923, ông theo học trường trung học Richmond Hill ở Queens; ông làm việc như một caddie, kiềm chế máy quét vôi và giao hàng. Trong khi đó, mẹ của Trump tiếp tục công việc kinh doanh bất động sản mà cha ông đã bắt đầu. Quan tâm đến việc trở thành một người xây dựng, Trump tham gia các lớp học ban đêm về nghề mộc và đọc bản thiết kế. Ông cũng nghiên cứu hệ thống ống nước, xây, và dây điện thông qua các khóa học tương ứng. Ông tốt nghiệp trường trung học Richmond Hill năm 1923.
Sau khi tốt nghiệp, Trump có được công việc toàn thời gian kéo các khối vật liệu xây dựng đến các công trường xây dựng. Ông tìm được công việc thợ mộc và tiếp tục học tại Học viện Pratt. Trump bắt đầu xây dựng ngôi nhà đầu tiên của mình vào năm 1923, ngay sau khi tốt nghiệp trung học. Elizabeth Trump đã tài trợ một phần cho các ngôi nhà của Trump, và tổ chức kinh doanh dưới danh nghĩa của mình vì Fred chưa đến tuổi thành niên. Họ đã kinh doanh như "E. Trump & Son". Công ty được thành lập vào năm 1927, nhưng tên này đã được sử dụng ít nhất là vào năm 1926. Đến năm 1926, Trump đã xây dựng 20 ngôi nhà ở Queens. Vào giữa những năm 1930 (giữa cuộc Đại suy thoái), ông đã xây dựng một trong những siêu thị hiện đại đầu tiên trong thành phố, bán hàng hóa do khách hàng thu thập với Chợ Trump ở Woodhaven, nơi quảng cáo "Phục vụ chính mình và tiết kiệm!" và nhanh chóng trở nên phổ biến. Sau 6 tháng, Trump đã bán nó cho chuỗi siêu thị King Kullen, mà ban đầu ông đã mô hình hóa nó sau đó.

## Năm 1927 bị bắt
Vào ngày tưởng niệm năm 1927, Ku Klux Klan đã diễu hành tại Queens để phản đối công dân Mỹ Tin lành bị "tấn công bởi cảnh sát Công giáo La Mã của thành phố New York". Trump và sáu người đàn ông khác đã bị bắt "với tội danh từ chối giải tán khỏi một cuộc diễu hành khi được yêu cầu làm như vậy." Tất cả bảy người bị bắt đều được gọi là "những người tuần hành bị vùi dập" trong Nhật báo Long Island; Trump là người duy nhất không bị buộc tội.
Khi được hỏi về vấn đề này vào tháng 9 năm 2015 sau khi Boing Boing đào bài báo, con trai ông, Donald Trump, khi đó là ứng cử viên tổng thống Hoa Kỳ, đã phủ nhận rằng cha mình đã từng bị bắt.

## Cuộc sống cá nhân
Trump đã gặp người vợ tương lai Mary Anne McLeod, một người nhập cư từ Tong, Lewis, Scotland, tại một bữa tiệc vào những năm 1930. Trump nói với mẹ mình vào buổi tối cùng ngày rằng ông đã gặp người vợ tương lai của mình. Trump, một người Luther, kết hôn với Mary, một Trưởng lão, vào ngày 11 tháng 1 năm 1936  tại Nhà thờ Trưởng lão Madison Avenue với George Arthur Buttrick đang điều hành.  Một tiệc cưới được tổ chức tại khách sạn Carlyle ở Manhattan. Fred và Mary Trump định cư ở Jamaica, Queens và có 5 người con, 3 trai - 2 gái: Maryanne Trump Barry (sinh năm 1937),  Fred Trump Jr. (1938 -1981),  Elizabeth Trump Grau (sinh năm 1942), Donald Trump (sinh năm 1946) và Robert Trump (1948 - 2020).
Trump là một phụ huynh độc đoán, duy trì lệnh giới nghiêm và cấm chửi bới, tô son và ăn vặt giữa các bữa ăn.  Vào cuối ngày, Trump sẽ nhận được báo cáo từ Mary về hành động của trẻ em, và nếu cần, quyết định xử lý kỷ luật. Ông đưa con đến các công trường để thu thập các chai rỗng để trả lại tiền đặt cọc. Các cậu bé có những con đường bằng giấy, và khi điều kiện thời tiết nghèo nàn, cha chúng sẽ cho chúng đi giao hàng bằng xe limousine.
Trong Thế chiến II và cho đến những năm 1980, Trump đã phủ nhận rằng ông nói tiếng Đức và tuyên bố rằng ông là người gốc Thụy Điển. Theo cháu trai của Trump, John Walter, "Ông ấy có rất nhiều người thuê nhà Do Thái và đó không phải là một điều tốt khi là người Đức trong những ngày đó." Nghệ thuật giao dịch của Donald Trump (1987) nói sai rằng Fred Trump là con trai của một người nhập cư từ Thụy Điển và sinh ra ở New Jersey.
Năm 1981, con trai lớn của ông Trump, Fredk Jr., qua đời ở tuổi 42 vì biến chứng do nghiện rượu.

## Nghề nghiệp
Trong Thế chiến II, Trump đã xây dựng doanh trại và căn hộ sân vườn cho nhân viên Hải quân Hoa Kỳ gần các xưởng đóng tàu lớn dọc theo Bờ biển phía Đông.  Sau chiến tranh, ông mở rộng thành nhà ở thu nhập trung bình cho gia đình của các cựu chiến binh trở về, xây dựng Shore Haven ở Bensonhurst năm 1949 và Beach Haven gần đảo Coney vào năm 1950 (tổng cộng 2.700 căn hộ). Cùng năm đó, ông là tác giả của một bài báo quảng cáo các căn hộ của mình trong phần bất động sản của Brooklyn Eagle,  thường có sự góp mặt của ông và công ty của ông. Năm 1963, 191964, ông xây dựng Trump Village, một khu chung cư ở Đảo Coney, với giá 70 triệu USD. Ông đã xây dựng hơn 27.000 căn hộ và nhà ở cho người thu nhập thấp ở khu vực New York.

### Điều tra trục lợi
Đầu năm 1954, Tổng thống Dwight D. Eisenhower và các nhà lãnh đạo liên bang khác bắt đầu tố cáo những kẻ trục lợi bất động sản. Vào ngày 11 tháng 6, Thời báo New York đã đưa Trump vào danh sách 35 nhà xây dựng thành phố bị cáo buộc trục lợi từ các hợp đồng của chính phủ. Ông và những người khác đã được một ủy ban Ngân hàng Thượng viện Hoa Kỳ điều tra để kiếm lợi nhuận. Trump và đối tác của ông William Tomasello (người trước đây có quan hệ mafia) đã được trích dẫn là ví dụ về cách lợi nhuận được tạo ra bởi các nhà xây dựng sử dụng Cơ quan Quản lý Nhà ở Liên bang (FHA). Hai người đã trả 34.200 đô la cho một mảnh đất mà họ thuê cho công ty của họ với giá 76.960 đô la hàng năm trong hợp đồng thuê 99 năm, để nếu căn hộ mà họ xây dựng trên đó bị vỡ nợ, FHA sẽ nợ họ 1.924 triệu đô la. Trump và Tomasello rõ ràng đã có được khoản vay với giá hơn 3,5 triệu đô la so với các căn hộ Beach Haven có chi phí. Trump lập luận rằng vì ông chưa rút tiền, nên ông đã không bỏ túi tiền lãi theo nghĩa đen.  Ông lập luận thêm rằng do chi phí tăng, ông sẽ phải đầu tư hơn 10% khoản vay thế chấp không được FHA cung cấp, và do đó chịu lỗ nếu ông xây dựng theo những điều kiện đó.
Năm 1966, Trump một lần nữa bị điều tra vì trục lợi gió, lần này là bởi Ủy ban Điều tra Nhà nước New York. Sau khi Trump đánh giá quá cao chi phí xây dựng được tài trợ bởi một chương trình của nhà nước, ông đã kiếm được 598.000 đô la cho việc thuê thiết bị trong việc xây dựng Làng Trump, sau đó được chi cho các dự án khác. Theo lời khai vào ngày 27 tháng 1 năm 1966, Trump nói rằng cá nhân ông không làm gì sai và ca ngợi sự thành công của dự án xây dựng của ông. Ủy ban gọi Trump là "một nhân vật khá sắc sảo" với "tài năng kiếm được mỗi ounce lợi nhuận từ dự án nhà ở của mình", nhưng không có cáo trạng nào được đưa ra. Thay vào đó, các giao thức quản trị chặt chẽ hơn và có trách nhiệm trong chương trình nhà ở của tiểu bang đã được yêu cầu.

### Con trai trở thành chủ tịch công ty
Con trai của Fred, Donald Trump gia nhập Công ty Quản lý Trump vào khoảng năm 1968, và trở thành chủ tịch công ty vào năm 1971.  Vào giữa những năm 1970, Donald nhận được khoản vay từ cha mình vượt quá 14 triệu đô la (sau này được Donald tuyên bố chỉ có 1 triệu đô la). Điều này cho phép Donald tham gia kinh doanh bất động sản ở Manhattan, trong khi cha ông mắc kẹt ở Brooklyn và Queens.  "Điều đó tốt cho tôi", Donald sau đó nhận xét. "Bạn biết đấy, là con trai của ai đó, nó có thể là đối thủ cạnh tranh với tôi. Bằng cách này, tôi đã có được Manhattan cho riêng mình."
Donald Trump đã cải tạo Grand Hyatt New York vào cuối những năm 1970, trong đó Fred đã cung cấp 2 triệu đô la để giúp trả nợ khoản vay xây dựng. Ông tiếp tục hỗ trợ con trai của mình với khoản tín dụng 35 triệu đô la, khoản thế chấp 30 triệu đô la và một khoản vay bổ sung của công ty.
Con trai của Fred Trump, Robert cũng làm việc cho công ty, trở thành một giám đốc điều hành hàng đầu trước khi nghỉ hưu.

### Vụ kiện dân sự và vi phạm mã
Những người nộp đơn thiểu số quay lưng lại với việc thuê các căn hộ đã phàn nàn với Ủy ban Nhân quyền và Liên minh đô thị của thành phố New York, dẫn đầu Liên đoàn và các nhóm khác gửi những người đăng ký thử nghiệm đến các khu phức hợp thuộc sở hữu của Trump vào tháng 7 năm 1972. Họ kết luận rằng người da trắng được cung cấp căn hộ, trong khi người da đen thường được lái đi. Cả hai tổ chức vận động nói trên sau đó đã nêu vấn đề với Bộ Tư pháp. Vào tháng 10 năm 1973, Phòng Dân quyền của Bộ Tư pháp Hoa Kỳ (DOJ) đã đệ đơn kiện dân sự chống lại Tổ chức Trump (Fred Trump, chủ tịch và Donald Trump, tổng thống) vì vi phạmĐạo luật Nhà ở Công bằng năm 1968. Đáp lại, luật sư của Trump, Roy Cohn, đã buộc tội 100 triệu đô la bằng cách liên quan đến DOJ vì những cáo buộc sai trái.
Hồ sơ tòa án cho thấy bốn chủ nhà hoặc đại lý cho thuê xác nhận rằng các ứng dụng được gửi đến trụ sở của tổ chức Trump để phê duyệt biểu thị cuộc đua của người nộp đơn.  Một đại lý cho thuê nói rằng Fred Trump đã hướng dẫn ông "không thuê người da đen" và "giảm số lượng người thuê nhà đen bằng cách khuyến khích họ định vị nhà ở nơi khác".  Một sắc lệnh đồng ý giữa DOJ và Tổ chức Trump được ký kết vào ngày 10 tháng 6 năm 1975, với cả hai bên tuyên bố chiến thắng Tổ chức Trump vì khả năng tiếp tục từ chối cho thuê đối với người nhận phúc lợi, và người đứng đầu bộ phận nhà ở của DOJ sắc lệnh là "một trong những thỏa thuận sâu rộng nhất từng được đàm phán." Chính phủ và cá nhân đã cấm các Trumps "phân biệt đối xử với bất kỳ người nào trong... bán hoặc cho thuê nhà ở" và "yêu cầu Trump quảng cáo các vị trí tuyển dụng trong các tờ báo thiểu số, thúc đẩy các nhóm thiểu số vào các công việc chuyên nghiệp và liệt kê các vị trí tuyển dụng trên cơ sở ưu tiên ".  Cuối cùng, nó đã ra lệnh cho các Trumps "tự làm quen hoàn toàn trên cơ sở chi tiết với... Đạo luật Nhà ở Công bằng năm 1968 ".
Đầu năm 1976, Trump được một thẩm phán quận ra lệnh sửa chữa các vi phạm mã trong một tài sản gồm 504 đơn vị ở Seat Pleasant, Maryland. Theo điều tra viên bộ phận nhà ở của quận, các vi phạm bao gồm cửa sổ bị vỡ, máng xối đổ nát và bình chữa cháy bị mất tích. Sau ngày ra tòa và một loạt các cuộc gọi điện thoại với Trump, ông đã được mời đến khách sạn để gặp các quan chức quận vào tháng 9 năm 1976 và bị bắt tại chỗ. Trump được phát hành tại ngoại $ 1.000.

## Của cải và bất động sản
Trump xuất hiện trong danh sách 400 người Mỹ giàu nhất ban đầu của Forbes năm 1982 với khối tài sản trị giá 200 triệu USD ước tính được chia cho con trai ông Donald.  Năm 1976, Trump đã thành lập các quỹ tín thác trị giá 1 triệu đô la (4,5 triệu đô la trong năm 2019) cho mỗi năm đứa con và ba đứa cháu của ông, trả cổ tức hàng năm. Đến năm 1993, số cổ phần dự đoán của anh chị em của Trump lên tới 35 triệu đô la mỗi chiếc.  Sau khi Trump qua đời năm 1999, ông sẽ chia 20 triệu đô la sau thuế cho những đứa con còn sống của ông.
Trong tháng 10 năm 2018, The New York Times xuất bản một Exposé vẽ trên hơn 100.000 trang của tờ khai thuế và hồ sơ tài chính từ các doanh nghiệp Trump, và các cuộc phỏng vấn với các cố vấn và nhân viên cũ. The Times kết luận rằng con trai ông, Donald Trump, là "một triệu phú khi 8 tuổi", và ông đã nhận được 413 triệu đô la (đã điều chỉnh theo lạm phát) từ đế chế kinh doanh của Fred trong suốt cuộc đời.  Theo tờ Times , ông già Trump đã cho con trai ông vay ít nhất 60 triệu đô la, người hầu như không hoàn trả cho ông. Bài viết cũng mô tả một số kế hoạch thuế gian lận có chủ đích, ví dụ như khi Trump bán cổ phần trong các căn hộ của Trump Palace cho con trai của mình dưới giá mua, do đó che giấu những gì có thể được coi là quyên góp ẩn và được hưởng lợi từ việc miễn thuế. Luật sư của Donald Trump đã bác bỏ các cáo buộc gian lận và trốn thuế.

## Từ thiện
Fred và Mary Trump đã hỗ trợ các tổ chức từ thiện y tế bằng cách quyên góp các tòa nhà. Sau khi Mary được chăm sóc y tế tại Trung tâm y tế Bệnh viện Jamaica, họ đã tặng Trump Pavilion; Fred cũng là ủy viên của bệnh viện. Cặp vợ chồng đã quyên tặng một khu nhà hai tòa nhà ở Brooklyn làm nhà cho "người lớn chậm phát triển chức năng" và các tòa nhà khác cho Quỹ Thận Quốc gia ở New York và New Jersey. Quỹ bại não của New York và New Jersey cũng nhận được một tòa nhà. Ngoài ra, Fred còn đóng góp từ thiện cho Bệnh viện Do Thái Long Island và Bệnh viện Phẫu thuật Đặc biệt ở Manhattan.
Fred và Mary Trump đã hoạt động trong Đội quân Cứu thế, Hướng đạo sinh của Mỹ và Ngọn hải đăng dành cho người mù. Fred Trump cũng hỗ trợ Trường Kew-Forest, nơi con cái ông theo học và ông phục vụ trong ban giám đốc. Trump rất tích cực trong các lý do của người Do Thái và Israel đến nỗi một số người tin rằng ông thuộc về đức tin của người Do Thái. Điều này bao gồm việc hiến đất cho Trung tâm Do Thái Beach Haven ở Flatbush, New York, hỗ trợ Trái phiếu Israel, và phục vụ như thủ quỹ của một buổi hòa nhạc có lợi cho Israel với những người biểu diễn dễ nghe ở Mỹ.

## Những năm sau và cái chết
Trong thập niên 1980, Fred Trump trở thành bạn bè với tương lai của Thủ tướng Israel Benjamin Netanyahu, người vào thời điểm đó là Đại sứ Israel đến Liên Hợp Quốc ở Manhattan. Fred và vợ được tặng một căn hộ trên tầng 63 (thực tế là tầng 55) của Tháp Trump của con trai họ, thứ mà họ hiếm khi sử dụng. Cặp đôi vẫn ở bên nhau cho đến khi Fred qua đời. Ông mắc bệnh Alzheimer trong sáu năm cuối đời và cuối cùng bị bệnh viêm phổi vào tháng 6 năm 1999. Ông được đưa vào Trung tâm Y tế Do Thái Long Island ở Công viên New Hyde, nơi ông qua đời ở tuổi 93 vào ngày 25 tháng 6.  Tài sản của Trump được gia đình ông ước tính ở mức 250 triệu đến 300 triệu đô la. Tang lễ của ông được tổ chức tại Nhà thờ Ngũ hành và thi thể của ông được an táng tại Nghĩa trang Lutheran All Faiths ở Middle Village, Queens. Góa phụ của ông, Mary Trump, qua đời vào mùa hè năm sau, vào ngày 7 tháng 8 năm 2000, tại Công viên New Hyde, New York ở tuổi 88.

## Trong văn hóa đại chúng
Biểu tượng dân gian Woody Guthrie là người thuê nhà tại một trong những khu chung cư của Trump ở Brooklyn vào năm 1950.  Trong bài hát không tên của ông "Ông già Trump ", ông đã cáo buộc chủ nhà của mình khuấy động sự căm ghét chủng tộc "trong huyết quản của con người". Một tập của loạt phim truyền hình 2019 Watchmen xuất hiện để miêu tả Fred Trump là thành viên của Ku Klux Klan.  Diễn viên hài Seth MacFarlane tin rằng vận may của Donald Trump dành cho cha mình, so sánh mối quan hệ của họ với mối quan hệ của Jaden và Will Smith. Một tác phẩm châm biếm trong McSweeney mô tả ai đó cố gắng quay ngược thời gian để giết Adolf Hitler, nhưng thay vào đó, đến phòng bệnh viện nơi Fred và Mary Trump đang ở cùng với em bé Donald mới sinh của họ.